# Лара Креспо, Луис
Луис Лара Креспо (исп. Luis Lara Crespo; 1937, Пинар-дель-Рио — 19 декабря 1959, Пинар-дель-Рио) — кубинский военнослужащий, капрал и младший сержант армии Фульхенсио Батисты. Командир первой группы вооружённого сопротивления революционному правительству Фиделя Кастро. Обвинялся в многочисленных убийствах. Взят в плен отрядом milicias и расстрелян.

## Капрал Батисты
Ранняя биография Луиса Лары Креспо в источниках не отражена. Известно, что он происходил из крестьянской семьи с северо-запада Кубы. Увлекался игрой в бейсбол. Сторонник диктатора Фульхенсио Батисты, он поступил на службу в правительственную армию. С февраля 1958 имел звание капрала, в конце года был повышен до младшего сержанта. Стал известен под прозвищем Cabo Lara — Кабо Лара (исп. cabo — капрал) или Cabito — Кабито.
Луис Лара Креспо активно участвовал в вооружённой борьбе против Кубинской революции. Служил в военной полиции Пинар-дель-Рио. Обвинялся минимум в семнадцати убийствах пленных революционеров, совершённых с особой жестокостью. 20 ноября 1958 в селении Кабаньяс Кабо Лара участвовал в бессудной казни 22 человек, обвинённых в принадлежности к Движению 26 июля.

## Антикастровское формирование
1 января 1959 Кубинская революция свергла режим Батисты. Луис Лара Креспо был объявлен военным преступником и арестован. Однако ему удалось бежать из тюрьмы и скрыться в горах Гуанигуанико. Лара Креспо не признавал поражения и решил продолжить вооружённую борьбу против революции и правительства Фиделя Кастро. Он рассчитывал на военную помощь из США и от антикоммунистического диктатора Доминиканской Республики Рафаэля Трухильо; при угрозе окружения планировал бежать с Кубы во Флориду.
Кабо Лара собрал небольшой партизанский отряд подобных ему бывших солдат Батисты. Группировка действовала в различных районах Минас-де-Матаамбре (Пинар-дель-Рио), откуда был родом сам Лара Креспо. Основным методом было разрушение новой торговой инфраструктуры, государственных и кооперативных магазинов. Крупнейшей акцией стало сожжение кооперативного магазина в селении Пан-де-Асукар 14 августа 1959. Именно после этого эпизода пропаганда Кастро стала использовать термин bandidos для обозначения вооружённого повстанчества. Формирование Луиса Лары Креспо считается первой организованной группой, оказавшей вооружённое сопротивление правительству Кастро.
Кубинские политэмигранты в США, ЦРУ, официальная пропаганда Трухильо обратили внимание на действия Лары Креспо. Доминиканская радиостанция Голос Санто-Доминго называла его повстанческим лидером; Трухильо присвоил ему звание команданте.
Против формирования Кабо Лары было направлено крупное войсковое соединение под командованием Антонио Санчеса Диаса (Пинарес) и Мануэля Борхаса. 15 августа, на следующий день после акции в Пан-де-Асукар, произошло боестолкновение, в котором Кабо Лара потерял нескольких человек. Но ликвидировать группировку не удавалось. Кабо Лара и его люди лучше знали местность, умело выбирали время и направление своих ударов, быстро отрывались от преследования.
Но именно в родных местах Лара Креспо был известен службой у Батисты и большой жестокостью. Поэтому он не пользовался поддержкой населения, не имел от крестьян укрытий, разведки и снабжения. (Кроме того, в 1959 году новый режим ещё не оттолкнул от себя значительные массы населения.) Фидель Кастро лично связался с шестидесятилетним местным крестьянином-проводником Леандро Одригесом Малагоном и поручил ему создать отряд для ликвидации «контрреволюционной банды Лары Креспо». Кастро сказал Родригесу Малагону, что от его успеха зависит создание ополчения на Кубе. Так возникло первое формирование milicias, получившее название Los Malagones. Впоследствии через milicias прошли сотни тысяч кубинцев.
Двенадцать ополченцев (среди них были люди, с детства знавшие Лару Креспо, в том числе партнёр по бейсболу) вышли на след и неотрывно преследовали группировку. Обнаружить укрытие удалось 18 октября 1958. Ополченцы превосходили численностью — двенадцать против семи — и были лучше вооружены, имели пулемёт и миномёт. Луис Лара Креспо согласился сдаться, но с тремя условиями: не бить его, не подпускать к нему родственников жертв и дать увидеться с матерью. Всё это было выполнено с санкции Фиделя Кастро.
На суде Луису Ларе Креспо были предъявлены 23 эпизода насилия, в том числе убийства и пытки. 22-летний Лара Креспо был приговорён к смертной казни и расстрелян 19 декабря 1959.

## Значение
Действия Луиса Лары Креспо и его формирования принято считать первым актом организованного вооружённого сопротивления после победы Кубинской революции. Ни хронологически, ни по социально-политической сути они не относятся к Восстанию Эскамбрай — антикоммунистическому повстанческому движению 1960—1965. Скорее они являлись последними боями сторонников свергнутого режима Батисты, «прелюдией» повстанческого движения.
Официальная кубинская оценка Луиса Лары Креспо крайне негативна — он считается контрреволюционным палачом, бандитом и убийцей. Кубинская оппозиция, в том числе радикальная, как правило относится к нему сдержанно (это связано с тем, что антикастровская оппозиция по большей части тоже происходит из Кубинской революции). Лишь некоторые крайне правые эмигрантские организации называют Луиса Лару Креспо борцом за свободу Кубы. Однако его роль в повстанческом движении признаётся независимо от оценочных суждений.